# LA Galaxy 2011
Questa voce raccoglie le informazioni riguardanti il LA Galaxy nelle competizioni ufficiali della stagione 2011.

## Stagione
La stagione regolare vede i Galaxy padroneggiare sulle altre squadre ad eccezione del Seattle Sounders, con il quale si gioca fino alla fine la sfida per la vittoria del Supporters Shield, vincendola con 67 punti finali contro i 63 dei Sounders. La sfida si ripropone nel corso della stagione anche in coppa nazionale dove però ad avere la meglio è Seattle per 3-1 ai quarti di finale. Parallelamente, in Champions League conquistano il primo posto nella fase a gironi con quattro vittorie e due sconfitte, venendo però eliminati ai quarti di finale dal Toronto FC. Arrivati ai playoff, in virtù del primo posto conquistato, accedono direttamente alle semifinali di conference dove battono complessivamente i N.Y. Red Bulls per 3-1 e in finale di conference, con lo stesso punteggio, il Real Salt Lake. La finale per la MLS Cup vede come avversario del Galaxy l'Houston Dynamo, i quali vengono battuti per 1-0 grazie alla rete del capitano Landon Donovan, conquistando così il terzo titolo e divenendo il terzo club a conquistare il double stagione regolare e MLS Cup.

## Organico
Di seguito la rosa aggiornata al 25 marzo 2011.

### Rosa 2011
| N. |                              | Ruolo | Calciatore                |
| -- | ---------------------------- | ----- | ------------------------- |
| 1  | Giamaica (bandiera)          | P     | Donovan Ricketts          |
| 2  | Stati Uniti (bandiera)       | D     | Todd Dunivant             |
| 3  | Brasile (bandiera)           | D     | Gregg Berhalter           |
| 4  | Stati Uniti (bandiera)       | D     | Omar Gonzalez             |
| 5  | Stati Uniti (bandiera)       | D     | Sean Franklin             |
| 6  | Stati Uniti (bandiera)       | C     | Frankie Hejduk            |
| 7  | Stati Uniti (bandiera)       | C     | Jovan Kirovski            |
| 8  | Trinidad e Tobago (bandiera) | C     | Chris Birchall            |
| 10 | Stati Uniti (bandiera)       | C     | Landon Donovan (capitano) |
| 11 | Stati Uniti (bandiera)       | A     | Chad Barrett              |
| 12 | Stati Uniti (bandiera)       | P     | Josh Saunders             |
| 14 | Irlanda (bandiera)           | A     | Robbie Keane              |
| 15 | Nuova Zelanda (bandiera)     | C     | Daniel Keat               |
| 16 | Stati Uniti (bandiera)       | C     | Héctor Jiménez            |
| 17 | Stati Uniti (bandiera)       | A     | Adam Cristman             |
| 18 | Stati Uniti (bandiera)       | C     | Mike Magee                |

| N. |                        | Ruolo | Calciatore       |
| -- | ---------------------- | ----- | ---------------- |
| 19 | Brasile (bandiera)     | C     | Juninho          |
| 20 | Stati Uniti (bandiera) | D     | A. J. DeLaGarza  |
| 21 | Stati Uniti (bandiera) | C     | Dustin McCarty   |
| 22 | Brasile (bandiera)     | D     | Leonardo         |
| 23 | Inghilterra (bandiera) | C     | David Beckham    |
| 24 | Stati Uniti (bandiera) | P     | Bryan Perk       |
| 25 | Argentina (bandiera)   | C     | Miguel López     |
| 26 | Stati Uniti (bandiera) | C     | Michael Stephens |
| 27 | Stati Uniti (bandiera) | C     | Bryan Jordan     |
| 28 | Stati Uniti (bandiera) | D     | Ryan Thomas      |
| 29 | Stati Uniti (bandiera) | D     | Dasan Robinson   |
| 30 | Uruguay (bandiera)     | C     | Paolo Cardozo    |
| 32 | Stati Uniti (bandiera) | A     | Jack McBean      |
| 33 | Stati Uniti (bandiera) | D     | Sean Alvarado    |
| 55 | Stati Uniti (bandiera) | D     | Joshua Kelly     |